# مسجد الخميس
مسجد الخميس، يُعتقد بأنه أول مسجد في البحرين حيث بني في عهد الخليفة الأموي عمر بن عبد العزيز.
يعتبر أحد أقدم المساجد في المنطقة إذ يُعتقد أن تأسيسه يعود إلى عام قد 692. منذ ذلك الحين أُعيد بناؤه مرتين في القرنين 14 و 15.

## بلاطة المحراب
بُني المحراب من الحجر الجيري. تم اكتشاف لوح خلال ترميم المسجد ويُعتقد أن يكون قد أُنشئ في القرن 12. نُقشت آيتان قرآنيتان هما الآية 34 و 35 من سورة الأنبياء ﴿وَمَا جَعَلْنَا لِبَشَرٍ مِنْ قَبْلِكَ الْخُلْدَ أَفَإِنْ مِتَّ فَهُمُ الْخَالِدُونَ ۝٣٤ كُلُّ نَفْسٍ ذَائِقَةُ الْمَوْتِ وَنَبْلُوكُمْ بِالشَّرِّ وَالْخَيْرِ فِتْنَةً وَإِلَيْنَا تُرْجَعُونَ ۝٣٥﴾ (سورة الأنبياء)، والتي تُستخدم عادة على شواهد القبور.